# Sixten Gråberg
Sixten Harald Gråberg, född den 3 augusti 1909 i Karlskrona, död den 12 juli 1972 i Göteborg, var en svensk militär.
Gråberg avlade officersexamen 1931 och blev löjtnant i Kustartilleriet 1935. Han tjänstgjorde i marinförvaltningen 1939–1945 och 1948–1952. Gråberg befordrades till kapten 1940, till major 1944, till överstelöjtnant 1951 och till överste 1957. Han var chef för Kustartilleriets skjutskola 1954–1958 och chef för Älvsborgs kustartilleriregemente 1958–1969. Gråberg invaldes som ledamot av Örlogsmannasällskapet 1952. Han blev riddare av Svärdsorden 1946, kommendör av samma orden 1961 och kommendör av första klassen 1965. Gråberg vilar på Västra kyrkogården i Göteborg.